# More Than a Lover
«More Than a Lover» (с англ. — «Больше чем любовница») — песня, записанная валлийской певицей Бонни Тайлер для её дебютного студийного альбома The World Starts Tonight (1977). Она была выпущена в качестве на лейбле RCA Victor в январе 1977 года, незадолго до выхода альбома. Песня была написана Ронни Скоттом и Стивом Вольфом.
Музыкальные критики отметили спорное содержание песни.

## Список композиций
7" single
1. «More Than a Lover» — 4:25
2. «Love Tangle» — 3:15

## Чарты
| Чарт (1977)                     | Пиковая позиция |
| ------------------------------- | --------------- |
| ФРГ (GfK)                       | 44              |
| ЮАР (Springbok Radio)           | 7               |
| Великобритания (OCC UK Singles) | 27              |